# الحب في البلدان الاسلامية
الحب في البلدان الاسلامية هو كتاب لفاطمة المرنيسي، يتناول ثيمة الحب من مختلف الزوايا الثقافية و الدينية و السوسيولوجية والتاريخية و الاقتصادية، حيث تستقرئ العديد من النصوص التراثية، ويعالج مواضيع من المسكوت عليه في الثقافة الإسلامية برؤية عالمة للاجتماع.و يتقصّى تمثّلات الحب والجمال والإغراء في الحضارة الإسلامية من العصر الوسيط إلى الزمن الرقمي، معتمدًا على مروحة واسعة من المصادر التراثية والفقهية والصوفية والأدبية، ومُقابلًا بينها وبين تحوّلات اامجتمع العربي‑الإسلامي في النصف الثاني من القرن العشرين. صدر الكتاب في صيغته الأولى كمِلَفٍّ خاصّ لمجلّة جون أفريك سنة 1984 و عنون ب "L’Amour dans les pays musulmans"، ثم تَحوَّل إلى كتاب مستقلّ أصدَرَته دار «الفنك» بالدار البيضاء سنة 2007،

## محتويات الكتاب
مقدمة
- مناجيات

الفصل الأول: هل الحب شيء حسن؟
- أيخص الحب المراهقين؟
- حدثوني عن الحب
- معجم الحب
- علامات الحب
- الحب العذري، الحب الفحولي

الفصل الثاني: الإغراء
- لماذا ؟
- الحب من النظرة الأولى
- كيف يمكن الإغراء؟
- ترامواي اسمه الشهوة

الفصل الثالث: الجمال
- الجمال المثالي، النساء المثاليات
- نساء محجبات نساء سافرات
- المرأة وفقا للموضة
- حمامات الأمس وحمامات اليوم
- الحريم بين الأسطورة والحقيقة
- الجمال الذكوري

الفصل الرابع: حملة عنيفة غريبة
- الدين في مواجهة الحب
- المتصوفة أساتذة فن الحب
- الحب، التصوف، الخيال العلمي

الفصل الخامس: الحب والزواج
- إنها الأزمة!
- أيوجد الزوج الوفي؟
- زوجا الأمس وزوجا اليوم
- كيفية العثور على زوج
- دون جوان مفضوحا

الفصل السادس: الحب، الماركسية
- التحليل النفسي
- الحب والثورة
- المسلون، وفرويد، وأمهم[2]

## ملخص الكتاب
من خلال استقراء العديد من الكتب التراثية الإسلامية  التي تطرقت لموضوع الحب مثل طوق الحمامة لابن حزم وروضة المحبين و نزهة المشتاقين  لابن القيم الجوزية إضافة كتب بعض المتصوفة أمثال الجنيد، إضافة إلى كتب من الحضارة الإغريقية ،تقوم الكاتبة بالبحث و التنقيب في معجم الحب و معانيه و علاماته و أنواعه... ،
كما تتوقف الكاتبة عند تأثير كتاب رسالة في الحب لابن حزم في الفكر الاوروبي ابتداء من القرن 12.
و في موضوع الحب العذري تعطي أمثلة له من التراث العربي و تقدم  تفسيرات له  مستعينة بالبحث السوسيولوجي و الاقتصادي . و عند مقاربتها لمفهوم الاغراء ،تؤكد حضوره عند مختلف الناس رغم الاختلافات بين الثقافات و البلدان . و بخصوص مسألة الجمال فتشير إلى نسبية معاييره و تغيره من عصر إلى عصر ،فمثلا في العصر العباسي كان شرط المعرفة حاضرا إلى جانب الجمال  و هو ما تغير مع الزمن و عبر التاريخ . أما بخصوص رؤية الأديان إلى الحب فتقارن بين المسيحية والإسلام إنطلاقا من شواهد تاريخية و نصوص دينية ،و تقف عند الرؤية الصوفية الإسلامية للحب و تميزها و تعطي أمثلة من المتصوفة المسلمين أمثال رابعة العدوية والحلاج .
كما تخصص فصلا لدراسة موضوع الحب و الزواج خلال فترة ما بعد استقلال الدول المغاربية تونس و الجزائر و المغرب ،و التغيرات الثقافية و السوسيولوجية التي حدثت في هذه العلاقة .
و في الفصل الاخير تقف عند النظريات التفسيرية للحب من خلال الماركسية او التحليل النفسي .

## نقد الكتاب
على مستوى المضمون تحاول الكاتبة أن تدحض فكرة شائعة تدعي أن الاهتمام بموضوع الحب هو ناتج عن التأثير الغربي في الانسان العربي و الشرقي عموما. و ترى الباحثة "حياة اعمامو" أن نظرة "فاطمة المرنيسي" حدث فيها تطور بين الاصدار الأول للكتاب و الاصدار الأخير حيث أضافت فصلان جديدان تناولا مكانة المرأة في الإسلام المعاصر والإسلام الصوفي.و هو ما اعتبرته تأثرا بالاسلام الصوفي لدى الكاتبة
وعلى مستوى الأسلوب يهيمن الطابع الصحفي إلى حد ما على أجزائه الكبيرة. كما لو كان لإخفاء أي ادعاء أكاديمي أو علمي بامتلاك الحقيقة. كما تمزج بين الفكاهة و المعرفة التاريخية و السوسيولوجية 

## خلفية تأليف ومنهجه
بدأت فكرة الكتاب تتبلور لدى المرنيسي عقب قراءتها لقولٍ منسوبٍ إلى أبو حامد الغزالي عن «أول حب وقع في الإسلام بين النبي محمد وعائشة»، فتساءلت عن أسباب غياب «النبي العاشق» من الذاكرة الإسلامية المعاصرة. ما بين عامَيْ 1980 و1983 أجرت الكاتبة مقابلات ميدانية مع شباب مغاربة، وجمعت أرشيفًا ضخمًا من المخطوطات والتحقيقات الكلاسيكية (منها طوق الحمامة لابن حزم وروضة المحبين لابن القيم) إلى جانب نصوص صوفية وإغريقية. نُشرت الحصيلة أولًا في عددٍ خاصٍّ من جون أفريك (1 يناير 1984) تحت عنوان «L’Amour dans les pays musulmans»، ثم جُمعت في كتاب جيبي سنة 2007 بطلبٍ من ناشرة «الفنك» ليلى الشوني.
يمتاز العمل بمزاوجةٍ بين:
**المقاربة التاريخية‑النصية**: تفكيك مصطلحات الحب، وتتبع تحوّلها المعجمي منذ العصر الأموي حتى الحقبة الاستعمارية.
**التحليل السوسيولوجي**: قراءة ممارسات الشباب (المواعدة، الدردشة الإلكترونية، «تِرامْواي الشهوة») بوصفها امتدادًا لسرديّات تراثية.
**المقارنة الدينية**: موازنة نظرة الإسلام إلى الحب بنظرة المسيحية واليهودية، مع إبراز حضور الوجد الصوفي (الجنيد، رابعة العدوية، الحلاج).
**التأويل الاقتصادي‑النسوي**: ربط الحب العذري بنُظم النسب والملكية والزواج القرابي في المجتمعات القبلية.

## الطبعات والترجمات
| السنة | اللغة   | البلد   | الناشر                  | ملاحظات                                 |
| ----- | ------- | ------- | ----------------------- | --------------------------------------- |
| 1984  | فرنسية  | فرنسا   | Jeune Afrique (ملف خاص) | نشر أولي في المجلة                      |
| 2007  | عربية   | المغرب  | دار الفنك               | 175 صفحة                                |
| 2008  | إيطالية | إيطاليا | Giunti Editore          | عنوان: Le 51 parole dell’amore          |
| 2009  | فرنسية  | فرنسا   | ألبين ميشيل             | 208 صفحة – طبعة منقحة                   |
| 2011  | إسبانية | إسبانيا | Debate                  | عنوان: El amor en los países musulmanes |
|       |         |         |                         |                                         |

## اقتباسات
الأدب عند الجاحظ عقل غيرك تزيده في عقلك.
فالحق في قراءة ما أكتب لا يعطي للقارىء الحق في  الهجوم عليَّ إن لم تعجبه أفكاري
هكذا لا تسرق منا وسائط الإعلام الحديثة أحلام مراهقتنا فحسب، بل إنها تهضم بطريقتها الخاصة، بواسطة عملية أكل بشرية ارتجاعية لماضينا، وتراثنا الإسلامي.
ما من أحد يفلت من الرغبة في إغراء الآخرين وإثارة إعجابهم به؟
فالتكرار في الإغواء، كما في الإشهار ، مهم جدا. الحضور هو المهم كما سيقول لكم أي ممارس للإشهار . فلو لم يقرأ الناس اشرب كوكا كولا في كل مكان لما أقبلوا على شربها.

إن الإسلام الصوفي هو كوكب تحس فيه المرأة بالراحة تجد المرأة نفسها فيه مع رجال هم أشخاص قبل أن يكونوا ذكورا

## دراسات وبحوث لاحقة
منذ صدور الطبعة الفرنسية المنقحة سنة 2009 توالت القراءات الأكاديمية للكتاب، خصوصًا في حقول علم الاجتماع الثقافي ودراسات الجندر. خلصت ورقة الباحث الإيطالي أندريا سبريافيكو إلى أنّ المرنيسي «تمنح للقارئ الأوروبي خريطة مفاهيمية تسمح بتقويض الثنائية الاستشراقية شرق/غرب» مع الإبقاء على الأصالة المرجعية للنصوص العربية الكلاسيكية.
كما تناولت أطروحات دكتوراه في جامعة الجزائر (2021) موضوع «بناء الخطاب العاطفي في المجتمعات الإسلامية بين المرنيسي وابن حزم»، حيث وُصِف الكتاب بأنّه «جسرٌ تأويلي» يربط التراث بالسوسيولوجيا الرقمية.

## موقع الكتاب في مشروع المرنيسي الفكري
يعدُّ الحب في البلدان الإسلامية مرحلةً مفصليةً في مسار المرنيسي؛ فهي تنتقل فيه من نقد البنى السلطوية في الحريم السياسي إلى استكشاف الدوافع الذاتية والحسية التي تحرّك الأفراد داخل تلك البنى. وترى دراساتٌ في نظرية الأدب المقارن أن الكتاب «يُدشّن تيارًا نسويًا روحانيًا» عند المرنيسي، يُراهن على الرواية الصوفية للحدّ من التوتر بين المساواة الجندرية والمرجعية الدينية.
وقد نوّهت منصة Literariness إلى أنّ المرنيسي تُعيد في هذا العمل «تعريف الإسلام بوصفه منظومةً من الأدوات النفسية لتمكين الذات»؛ الأمر الذي يسهم في تفكيك القراءة الاستشراقية للمرأة المسلمة.